# サッカーキングチャンネル
サッカーキングチャンネルは、サッカー総合情報サイト『サッカーキング』が運営する動画配信チャンネル。

## 概要
YouTube、ニコニコ生放送、Periscopeで、サッカー関連の映像番組・イベントや企画動画の配信をしている。運営はサッカーキング各編集部。
基本的には編集部員が出演するが、下記のように現役選手、OB、サッカー好き芸能人も出演。内容は「1％でもサッカー要素が含まれていたらOK」と敷居を低くしている。

## サッカーキング ハーフ・タイム
2014年配信開始。毎週月曜日から金曜日、平日昼12時から約1時間、生配信されるサッカー情報番組。当初はMCタツがメインMCを務めていたが、2016年3月28日に卒業。以降は主にサッカーキング編集部員がMCを務める。番組内容は、Jリーグ、ワールドサッカー、日本代表、育成年代からtotoまでテーマは多岐にわたる。
配信先は変遷を経て2018年4月現在、YouTube・ニコニコ生放送・Periscopeの3サービスで配信されている。

### 出演者とテーマ
| 曜日 | 出演者 | テーマ                         |
| ---- | --- | ------------------------------ |
| 月   | しんぺー/山口晋平 1982年生まれ（サッカー大好きお兄さん）特に2000年前後のサッカーが詳しい 橘ゆりか（Booing!!!、サッカー大好きお姉さん）                                  | 週末のサッカーニュース振り返り |
| 火   | 小松春生 1984年4月16日生まれ（サッカーキング編集部 プロレス担当 ロケ担当でもある。 トッテナム・ホットスパーFC、ACミランファン）                                         | ゲスト回                       |
| 水   | 伊東聡志 1978年4月11日生まれ（サッカーキング編集部 体動かす系担当 フィオレンティーナファン） SHO-NO（フィアンセ・オブ・グティ） レアル・マドリード、 ジュビロ磐田ファン | サトシゴリ押し企画             |
| 木   | 笹木香利（アーセナルFCファン ※ガチグナ美女） 安田勇斗 1979年生まれ※ゆうとではなくいさと（Ｊリーグサッカーキング編集長 マンチェスターユナイテッドファン）                | ゲスト回、クイズ会             |
| 金   | みっしー／三島大輔 1992年5月19日生まれ（サッカーキング編集部 南米担当 フルミネンセ 、チェルシーFCファン） 長谷川ゆう（戦術女子）                                        | 週末Jリーグ展望とtoto予想      |

### 主な番組フォーマット
基本的には12：00～13：00の1時間番組として放送されている。多少延長する。
| 12:00 | オープニング               |
| 12:04 | 提供クレジット             |
| 12:05 | 最新のサッカーニュース     |
| 12:19 | CM                         |
| 12:20 | 特集                       |
| 12:54 | CM                         |
| 12:55 | エンディング（アンケート） |

### 過去のレギュラー
- MCタツ（池田タツ）
- 青山知雄（元Jリーグサッカーキング編集長、スリーメガネーズ）
- drop（三嵜みさと、滝口ひかり、大場はるか、小泉留菜、小日向麻衣）
- モアナ（田中萌亞名） - 当初はJUFA GIRLのメンバーとして出演、その後木曜レギュラーMCに（-2016年12月）。
- JUFA GIRL（関東大学サッカー連盟公式応援マネージャー）
- あきにゃん（今井安紀）
- マーフィー堀江
- ヅメッシ
- toto神（totoONE編集部 / 伝説のラッパー）
- 小谷紘友

### 番組スタッフ
番組制作・配信に携わるスタッフ陣。基本的に画面上に顔を出すことはないが、天の声として頻繁に番組には登場する。
- 美人AD
- みずかみ ／ 水上 海斗（FIFA18UTの影武者、セリエAに関する知識が豊富であり、金曜日の放送では戦術解説としても登場する）ユベントスFCファン。母親は、デル・ピエロファン

## 夜配信（サッカーキングハーフタイムSPECIAL）
不定期で夜時間帯に生配信を実施している。
- コメスタ（視聴者の皆さまと日本代表戦を楽しむLIVE番組 『みんなのコメントスタジアム』）
- 真夜中のデッドラインデー！
- みっしーのFIFA18UT実況
- ウイイレ2018仮想ワールドカップ実況
- 【緊急特番】ハリル解任！どうなる日本代表
- しんぺーのマインクラフト